# De Oranjeboom (Leiden)
De Oranjeboom was een korenmolen in de Nederlandse stad Leiden, gebouwd in 1733 en afgebroken in 1904. Vlak bij de standplaats staat sinds 1935 het Zuidelijk rioolgemaal aan de Geregracht.
Een voorloper, korenmolen 't Kalf, werd tijdens de Tachtigjarige Oorlog in 1575 gebouwd en vernieuwd in 1649. In 1733 werd de houten molen vervangen door een stenen Walmolen en omgedoopt in De Oranjeboom.
De molen was voorzien van een gedenksteen, die "onder een akelig groenen met prachtige vruchten versierden oranjeboom" de volgende tekst vertoonde:
DE ORANJEBOOM GESTIGT DOOR HENDRIK VAN DER HEIDE EN ARY OPSTAL, DEERSTE STEEN GELEIT DOOR WILLEM VAN DER KLUYT DEN 3 MAART, DE LAATSTE DOOR JAN KOOK 10 JUNI 1734
In 1941 meldde het bestuur van de Historische vereniging Oud Leiden dat die gevelsteen, die na de sloop van de molen was opgesteld in Museum De Lakenhal, aangebracht zou worden in de gevel van het gebouw van het Zuidelijk Rioolgemaal. Uiteindelijk werd de gevelsteen echter ingemetseld in de gevel van de Meelfabriek van de firma De Koster aan de Oosterkerkstraat. De reden was, dat deze firma nog gebruik had gemaakt van De Oranjeboom.
De naam De Oranjeboom was bedoeld als eerbetoon aan het Huis van Oranje en als symbool voor de gewonnen vrijheid na de Tachtigjarige Oorlog. De naam komt in Nederland ook voor als familienaam, biermerk, als naam van horecagelegenheden, enz. In de versierselen, behorende bij de Huisorde van Oranje, bevinden zich aan weerszijden takjes van een oranjeboom.

## Afbeeldingen

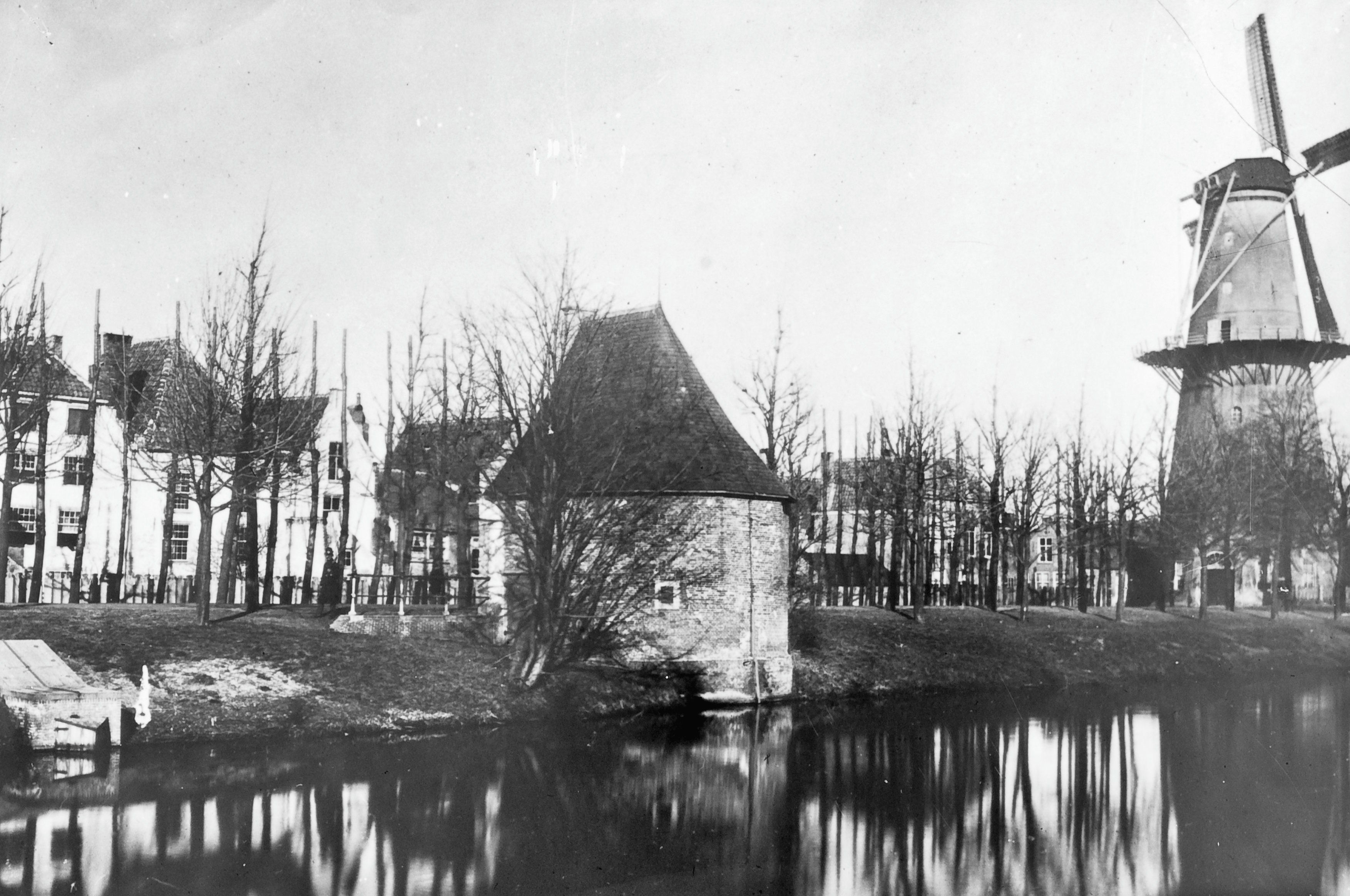
Molen De Oranjeboom
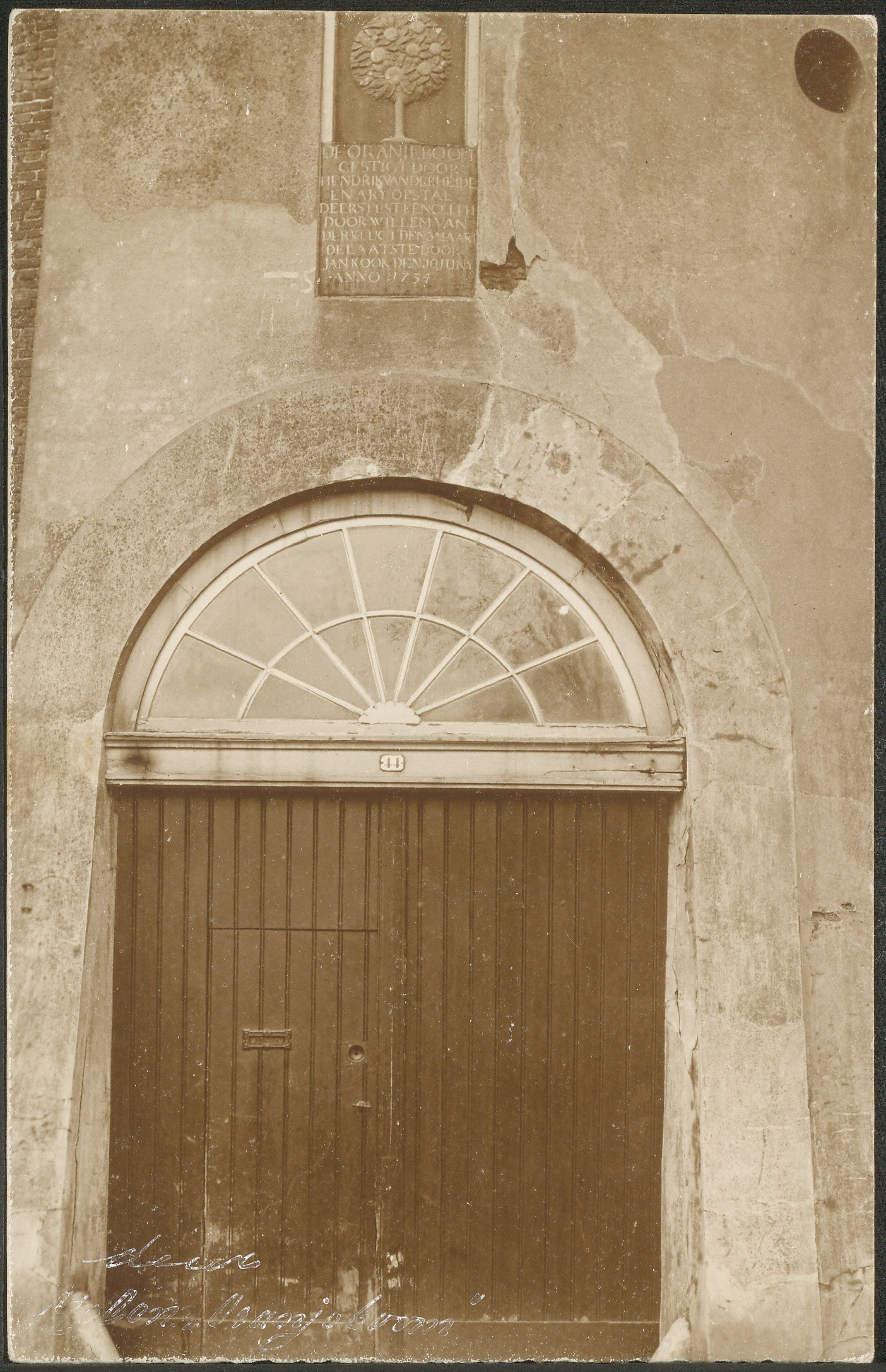
Toegang van de molen (1860)
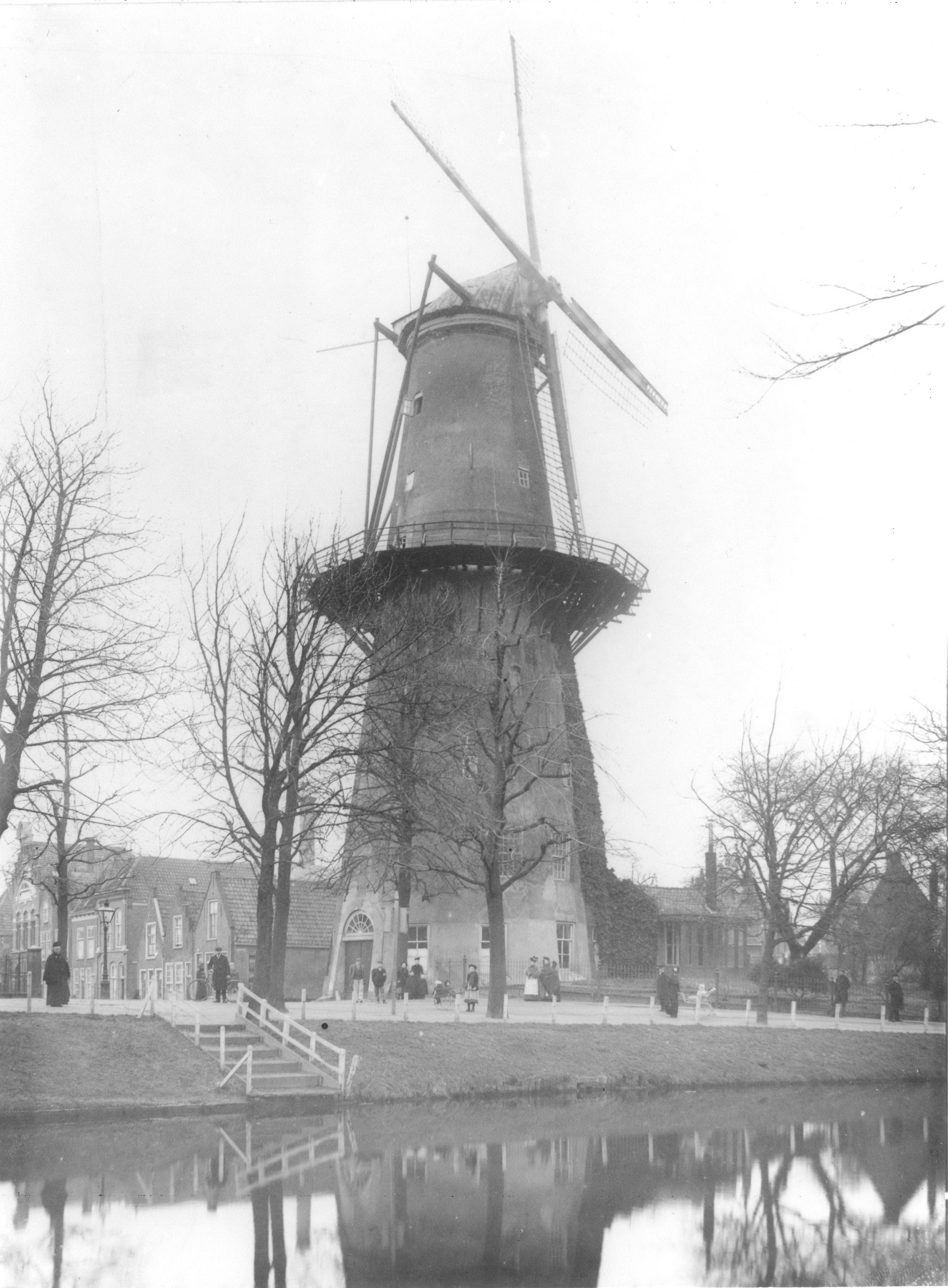
Molen De Oranjeboom (circa 1900)
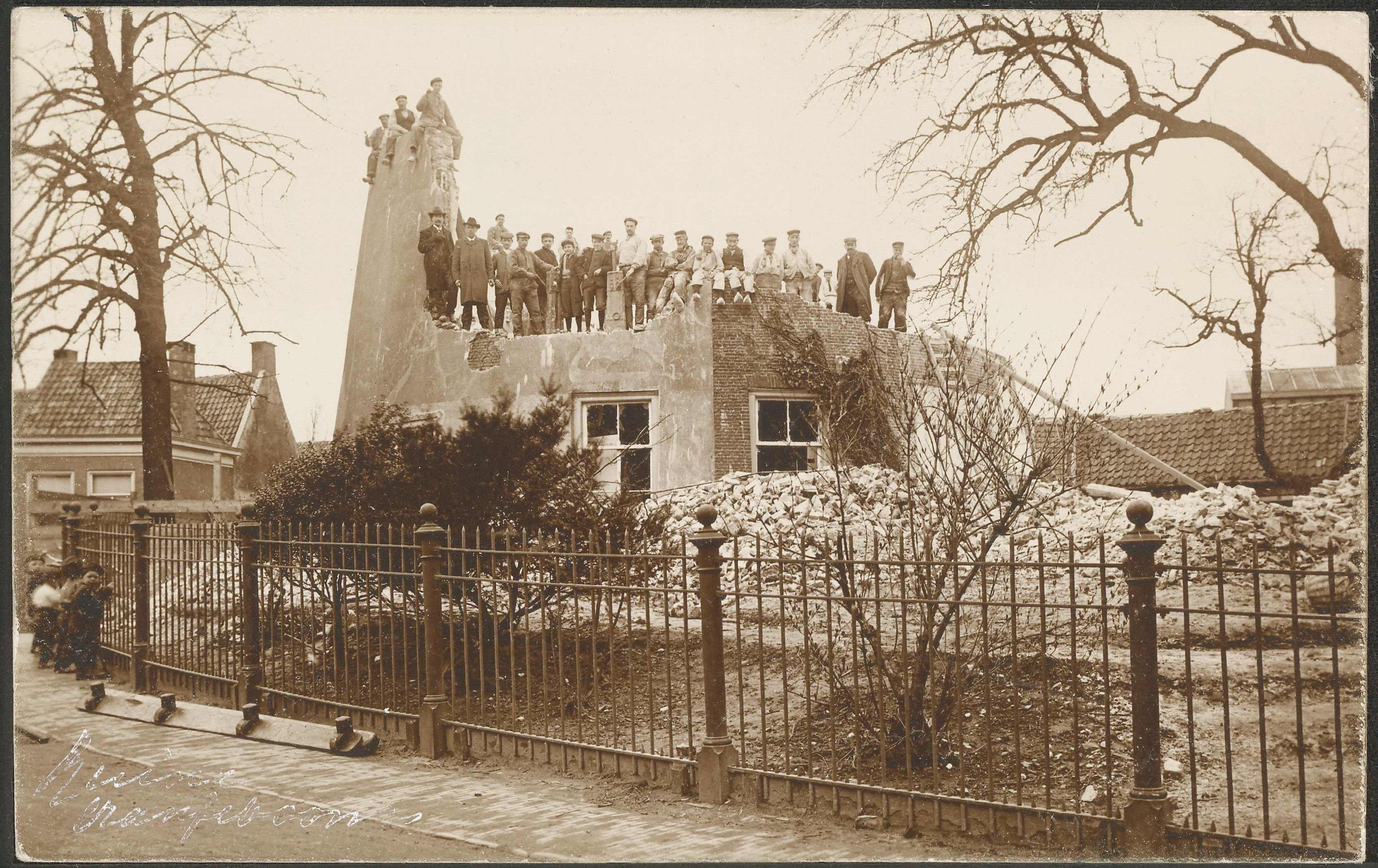
De sloop van de molen (1904)